# Heremites vittatus
Heremites vittatus — вид сцинкоподібних ящірок родини сцинкових (Scincidae). Мешкає в Північній Африці та на Близькому Сході.

## Поширення і екологія
Heremites vittatus мешкають на північному сході Алжиру, в центральному Тунісі, на півночі Лівії, в Нижньому Єгипті, в Ізраїлі, на заході Йорданії, в Лівані, на більшій частині Сирії, в центральній і південній Туреччині та на Кіпрі. Вони живуть в степах, чагарниках і напівпустелях, на відкритих ділянках піщаного або кам'янистого ґрунту, слабо порослих травою або кущами, трапляються на окраїнах полів, на берегах зрошувальних каналів, в садах і оазах. Живляться комахами. Яйцеживородні, народжують 3-6 дитинчат.